# ドーキンチー財団
ドーキンチー財団（ビルマ語: ဒေါ်ခင်ကြည်ဖောင်ဒေးရှင်း、英語: Daw Khin Kyi Foundation、略称: DKKF) は、ミャンマーの非営利団体である。

## 概要
2012年にアウンサンスーチーにより設立された。名前の「ドーキンチー」はスーチーの母親キンチーに由来している。ミャンマーにて移動図書館の運営やサービス業に就労する若者向けの職業教育訓練などを行っている。
なお、ミャンマー連邦共和国次期大統領に選出されたティンチョーは同財団の幹部である。